# Vela nos Jogos Olímpicos de Verão de 1900 - 3 – 10 t
As provas da classe 3 – 10 t da vela nos Jogos Olímpicos de Verão de 1900 ocorreram entre 24 e 25 de maio daquele ano em Meulan. Embarcações de três a dez toneladas largaram em duas corridas, cada qual valendo as medalhas de ouro, prata e bronze.

## Calendário
| ● | competição de Meulan | ● | competição de Le Havre |

| 1900                      | Maio   | Maio   | Maio   | Maio   | Maio   | Maio   | Maio   | Maio   | Agosto | Agosto | Agosto | Agosto | Agosto | Agosto |
| 1900                      | 20 Dom | 21 Seg | 22 Ter | 23 Qua | 24 Qui | 25 Sex | 26 Sáb | 27 Qui | 1 Sex  | 2 Sáb  | 3 Dom  | 4 Seg  | 5 Ter  | 6 Qua  |
| ------------------------- | ------ | ------ | ------ | ------ | ------ | ------ | ------ | ------ | ------ | ------ | ------ | ------ | ------ | ------ |
| 3 a 10 toneladas          |        |        |        |        | ●      | ●      |        |        |        |        |        |        |        |        |
| Total de medalhas de ouro |        |        |        |        | 1      | 1      |        |        |        |        |        |        |        |        |

## Configuração do curso
Para esta classe, foi usado o percurso de 19 quilômetros (10 milhas náuticas) na área do percurso de Meulan. A corrida foi problemática devido à quase total ausência de vento.

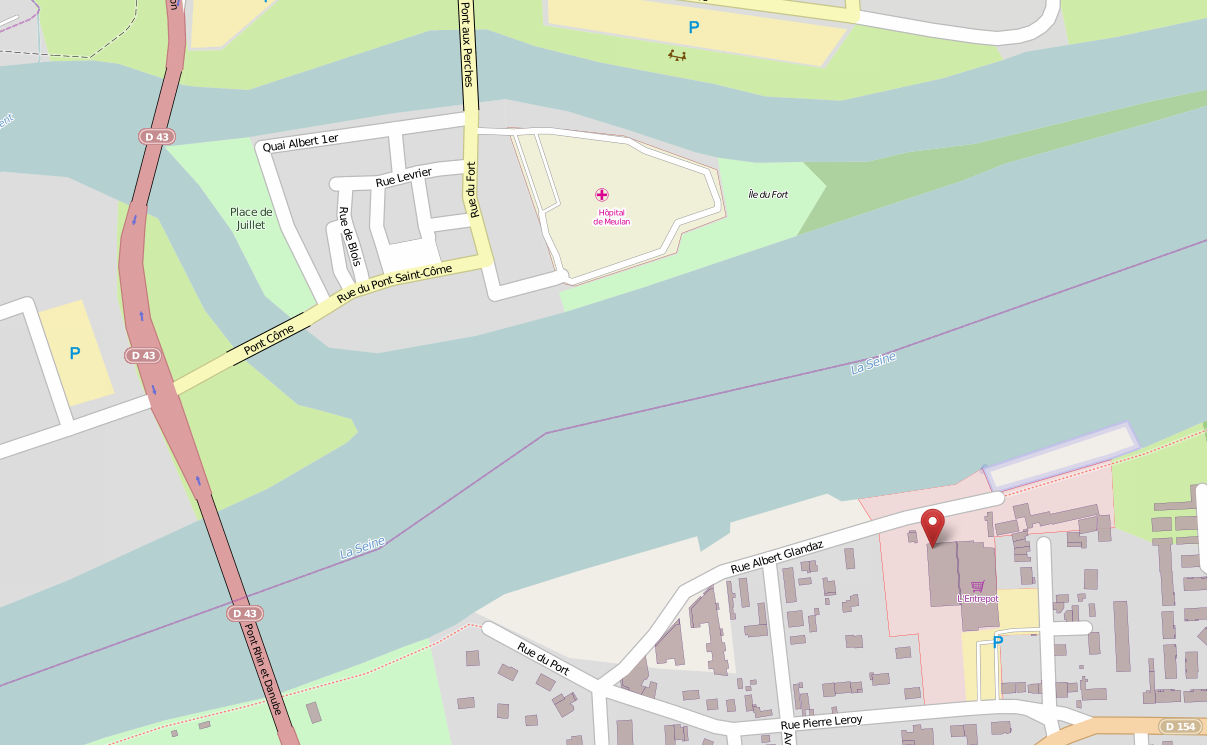
Área do curso

## Medalhistas
Na primeira corrida, o francês Henri Gilardoni consagrou-se como campeão olímpico. O trio neerlandês Henri Smulders, Chris Hooijkaas e Arie van der Velden ficou com a medalha de prata, enquanto a equipe francesa Maurice Gufflet, A. Dubois, J. Dubois, Robert Gufflet e Charles Guiraist ficou com o bronze.
|  | FRA França      |  | NED Países Baixos                                  |  | FRA França                                                          |
|  | Henri Gilardoni |  | Henri Smulders Chris Hooijkaas Arie van der Velden |  | Maurice Gufflet A. Dubois J. Dubois Robert Gufflet Charles Guiraist |

Na segunda corrida, o trio britânico Edward Hore, Harry Jefferson e Howard Taylor conquistou a medalha de ouro. Maurice Gufflet, A. Dubois, J. Dubois, Robert Gufflet e Charles Guiraist ficaram com a prata, e o estadunidense H. MacHenry finalizou com o bronze.
|  | GBR Grã-Bretanha                          |  | FRA França                                               |  | USA Estados Unidos |
|  | Howard Taylor Edward Hore Harry Jefferson |  | Léon Susse Jacques Doucet Auguste Godinet Henri Mialaret |  | H. MacHenry        |

## Resultados
Estes foram os resultados da competição:
| Pos.              | Embarcação | Tripulantes                                                         | CON            | Tempo      | Handicap | Total      |
| ----------------- | ---------- | ------------------------------------------------------------------- | -------------- | ---------- | -------- | ---------- |
| Medalha de ouro   | Bona Fide  | Edward Hore Harry Jefferson Howard Taylor                           | Reino Unido    | 3h 35' 12" | 39' 46"  | 4h 14' 58" |
| Medalha de prata  | Gitana     | A. Dubois J. Dubois Maurice Gufflet Robert Gufflet Charles Guiraist | França         | 4h 01' 34" | 34' 10v  | 4h 35' 44" |
| Medalha de bronze | Frimousse  | H. MacHenry                                                         | Estados Unidos | 4h 04' 39" | 34' 10"  | 4h 38' 49" |
| 4                 | Mascotte   | Chris Hooijkaas Henri Smulders Arie van der Velden                  | Países Baixos  | 4h 09' 29" | 37' 07"  | 4h 46' 36" |
| 5                 | Mascaret   | Leroy                                                               | França         | 4h 34' 41" | 34' 10"  | 5h 08' 51" |
| 6                 | Marsouin   | Mousette                                                            | França         | 4h 42' 17" | 34' 33"  | 5h 16' 50" |
| 7                 | Pirouette  | William Martin                                                      | França         | 4h 49' 05" | 41' 02"  | 5h 30' 07" |
| —                 | Turquoise  | E. Michelet                                                         | França         | DQ         | DQ       | DQ         |